# Bilhères
Bilhères es una comuna francesa de la región de Aquitania en el departamento de Pirineos Atlánticos.
El topónimo Bilhères fue mencionado por primera vez en el año 1154 con el nombre de Bileles.

## Demografía
| 434 | 420 | 405 | 465 | 455 | 465 | 477 | 456 | 451 | 441 | 427 | 420 | 410 | 403 | 417 | 440 | 440 | 420 | 388 | 386 | 350 | 363 | 372 | 379 | 353 | 220 | 219 | 172 | 157 | 164 | 153 | 158 | 150 |
| Para los censos de 1962 a 1999 la población legal corresponde a la población sin duplicidades (Fuente: INSEE [Consultar]) |     |     |     |     |     |     |     |     |     |     |     |     |     |     |     |     |     |     |     |     |     |     |     |     |     |     |     |     |     |     |     |     |

## Personalidades asociadas a la localidad
- El poeta Paul-Jean Toulet pasó una parte de su infancia en Bilhères.
- El pastor y escritor  ("Berger dans les nuages") Joseph Paroix. Cita de Joseph Paroix : "Des montagnes sans ours sont des montagnes plates"[5]
- La ceramista-escultora Suzanne Le Gallou.